# Franz Speta
Franz Speta  (22 de diciembre de 1941 - Linz, 5 de diciembre de 2015) es un botánico austríaco.

## Biografía
En 1972, se graduó por la Universidad de Viena. En 1982, recibió la venia legendi en Botánica Sistemática en la Universidad de Salzburgo.
Desarrolla su actividad central científica en el "Biologisches Zentrum des Österreichischen Landesmuseums", Linz-Urfahr, Austria.
En 1977 fue cofundador de la revista "Stapfia" 

## Algunas publicaciones
- Speta, F; F Fuchs. 1989. Drei neue Pinguicula-arten der sektion Orcheosanthus DC. aus Mexico. Phyton (Austria) 29 (1): 93 -103
- Speta, F; F Fuchs. 1992.  "Pinguicula debbertiana (Lentibulariaceae), eine weitere neue Art aus Mexico". Linzer Biol.Beitr. 24:375
- Speta, F. 1998a. Hyacinthaceae. In The Families & Genera of Vascular Plants. Ed. Kubitzki, K. Berlin, Heidelberg, NY: Springer-Verlag, pp. 261-285
- Speta, F. 1998b. Systematische Analyse der Gattung Scilla L. (Hyacinthaceae). Phyton (Horn), 38: 1-141
- Pfosser, M; F Speta. 1999. Phylogenetics of Hyacinthaceae based on plastid DNA sequences. Ann. Missouri Bot. Garden, 86: 852-875
- Pfosser, M; F Speta. 2001. Hyacinthaceae. Hyacinthus, Ornithogalum, Scilla & their relatives. en Proyecto Web Árbol de la Vida, http://tolweb.org/
- Krenna, L; A Hüfnerb; A Kastenhubera; F Speta. 2004. Chemotaxonomic relevance of cardenolides in Urginea fugax. Phytochemistry 65 (21): 2881-2884

### Libros
- Hartlieb, J; F Speta, HL Werneck. 1980 Das Krauterbuch Des Johannes Hartlieb : Eine Deutsche Bilderhandschrift Aus Der Mitte Des 15. Jahrhunderts. Ed. Akademische Druck- & Verlagsanstalt. 62 pp.

- 1994. Leben Und Werk Von Ferdinand Schur. Ed. Oberosterreichishes Landesmuseum. 334 pp. ISBN 3-900746-68-0

- 1994. Blumen der Türkei. Stapfia 34. ilust. 271 pp.

- Speta, F. Systematische Analyse der Gattung Scilla L. (Hyacinthaceae). Phyton (Horn) 38 : 1-141

## Honores

### Eponimia
- (Hyacinthaceae) Spetaea Wetschnig & Pfosser[2]

Especies
- (Hyacinthaceae) Scilla spetana Kereszty[3]

- La abreviatura «Speta» se emplea para indicar a Franz Speta como autoridad en la descripción y clasificación científica de los vegetales.[4]